# RIPEMD-128
L'algorithme de hachage RIPEMD-128, pour RACE Integrity Primitives Evaluation Message Digest, est une fonction de hachage qui produit une signature de 128 bits. Elle a été développée en Europe par Hans Dobbertin, Antoon Bosselaers et Bart Preneel. Publiée en 1996, il s'agit d'une version améliorée du RIPEMD qui reprend certaines idées du MD4. À l'heure actuelle, aucune attaque n'a été trouvée pour cet algorithme.